# Obac del Castanyola
L'Obac del Castanyola és un jaciment arqueològic al terme municipal de la Pobla de Cérvoles, (Les Garrigues), inclòs a l'Inventari del Patrimoni Arqueològic i Paleontològic de Catalunya.
Es troba en terrenys agrícoles a la vall del riu Set.
Es tracta d'un jaciment a l'aire lliure. Cobreix una forquilla cronològica que s'estén des del Paleolític mitjà fins al Neolític.
El jaciment de l'Obac del Castanyola fou localitzat com a resultat de la realització d'una prospecció arqueològica preventiva l'any 2003, en el marc del Pla Espacial Urbanístic de Reserva del Sòl (PEURS) al canal Segarra-Garrigues. Durant les tasques de prospeccions realitzades pel Grup d'Investigació Prehistòrica (GIP) de la Universitat de Lleida, per encàrrec de l'empresa Regs de Catalunya SA (REGSA), es va documentar la presència d'un conjunt de materials lítics diversos.
La zona on es va localitzar el jaciment va quedar totalment afectada per la construcció del nou embassament. El conjunt de materials arqueològics descobert al jaciment està conformat per peces de sílex. No es van trobar evidències de materials ceràmics ni estructures associades a aquestes restes.